# Brzoza (powiat wieluński)
Brzoza – wieś w Polsce położona w województwie łódzkim, w powiecie wieluńskim, w gminie Biała.
| SIMC    | Nazwa  | Rodzaj    |
| ------- | ------ | --------- |
| 0697372 | Bocian | część wsi |

W latach 1975–1998 miejscowość należała administracyjnie do województwa sieradzkiego.